# Saint-Stanislas (Les Chenaux)
Pour les articles homonymes, voir Saint-Stanislas.
Saint-Stanislas est une municipalité située dans la MRC Les Chenaux, en Mauricie, au Québec (Canada).

## Histoire

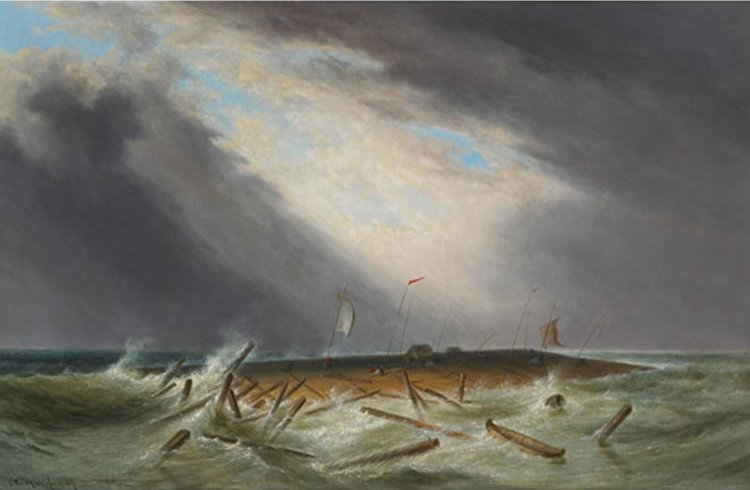
Radeau de bois, huile par Cornelius Krieghoff (1815-1872),

Saint-Stanislas fait partie de ce groupe de paroisses que les historiens qualifient de premier front pionnier de la Mauricie au XIXe siècle
Dès le début des années 1800, au Québec, principalement en Outaouais, en Mauricie et au Saguenay, commencent les tentatives du transport du bois sur l’eau. En Batiscanie, la paroisse de Saint-Stanislas, présente un important réservoir de main-d'œuvre pour le travail en rivière et en forêt.
L'aire villageoise de Saint-Stanislas aurait compté 422 habitants déjà en 1851 et, 593, vingt ans plus tard. À partir de 1852, la Price Brothers and Company, exploite la forêt de la vallée de la Batiscan. Plusieurs scieries sont construites sur les rivières Batiscan et des Envies.
La présence d'installations de sciage et l'essor de l'exploitation forestière dans tout le bassin de la rivière Saint-Maurice permet à Saint-Stanislas de s'imposer, jusque vers 1870, comme le principal bassin de la main-d’œuvre et de la sous-traitance forestière, avant d'être devancée par celle de Saint-Tite, située plus au nord, dans les montagnes des Laurentides.
Le bois était transporté par flottaison en descendant le courant de la rivière, ce qui requiert le travail de cageux et de draveurs. Les premiers types d'arbres coupés furent les pins blancs, expédiés en Grande-Bretagne.
- Le cageux, cet Ulysse du Saint-Laurent, était chargé d’assembler les radeaux et de piloter l’immense train de bois en pin équarri — aussi  appelé cage — jusqu’à un port d’embarquement.

- Le draveur, hardi funambule des rivières, était chargé de contrôler la libre flottaison des troncs d’arbres coupés qui étaient jetés dans un cours d’eau afin d’atteindre une scierie ou une usine de pâtes et papiers[7].

Vers 1872, il faut aller chercher ce qui reste de pins blancs jusqu'à la rivière Manouane, aux confins du territoire. À la faveur de cette ascension rapide en quête d'essences de bois nobles, le front pionnier s'avance le long des rivières Batiscan et des Envies, en amont de Saint-Stanislas.
Les colons déjà établis profitent de la proximité des chantiers pour écouler leur production agricole et fournissent en même temps une main-d'œuvre pour qui le travail en forêt représente un revenu d'appoint,,,.

### Société d'histoire de St-Stanislas inc.
« Au devoir avec honneur », logo et armoiries et autres réalisations de la Société d'histoire (novembre 2004)
- centre de documentation pour recherches généalogiques
- compilation d'archives locales
- banque de 2 000 photos anciennes et récentes
- publication de 17 livres et de brochures sur l'histoire paroissiale
- album-souvenir en 1983
- monument au vieux moulin des Jésuites
- retour du vieux canon
- sauvegarde des statues de la grotte et du clocher du collège
- brunch-récital annuel avec artistes régionaux[11],[12],[13]

## Géographie
Le territoire de Saint-Stanislas tient feu et lieu dans le bouclier canadien, au pied de la chaine de montagnes des Laurentides, sur la rive nord du fleuve Saint-Laurent, dans la moraine de Saint-Narcisse, la forêt boréale, entre autres éléments,.
La municipalité s'est établie de part et d'autre de la rivière Batiscan, au confluent de la rivière des Envies, à une vingtaine de kilomètres du fleuve Saint-Laurent, en Batiscanie. 
La rivière Batiscan traverse la municipalité du nord au sud et la rivière des Envies du nord-ouest vers le sud-est. La rivière à la Tortue traverse la municipalité du nord-ouest vers l'est jusqu'à sa confluence avec la rivière des Envies au nord-ouest du centre-ville.

## Démographie
| 1996  | 2001  | 2006  | 2011  | 2016  | 2021  |
| ----- | ----- | ----- | ----- | ----- | ----- |
| 1 174 | 1 076 | 1 033 | 1 029 | 1 010 | 1 001 |

Statistiques selon le recensement canadien de 2011:
Logements privés occupés par les résidents permanents (2011) : 1157 (sur un total de 1 413 logements).
Langue maternelle :
- Le français comme langue maternelle : 98,6 %
- L'anglais comme langue maternelle : 0,5 %
- L'anglais et le français comme première langue : 1,0 %
- Autres langues maternelles : 0,0 %

Selon le recensement canadien de 2011 pour Saint-Stanislas, 175 particuliers se sont déclarés bilingues (anglais et français), 845 parlant français seulement et 5 de langue anglaise seulement. L'âge médian de la population était en 2011 de 52,4 ans. Par ailleurs, 89,2 % de la population était âgée de 15 ans et plus.

## Administration
La municipalité de paroisse de Saint-Stanislas-de-la-Rivières-des-Envies a été constituée en 1855 suivant les limites de la paroisse (religieuse) homonyme. Celle-ci se renomme municipalité de paroisse de Saint-Stanislas en 1957.
En 1915, le village se détache et prend le nom de la municipalité de village de Deux-Rivières. Celui-ci reprend le nom de municipalité de village de Saint-Stanislas en 1964. Les deux entités fusionnent en 1976 pour former la municipalité actuelle.
À l'origine, Saint-Stanislas était dans le comté de Champlain. En 1982, celle-ci est comprise dans la Municipalité régionale de comté (MRC) de Francheville. Elle est incorporée à la MRC Les Chenaux (2002).
Les élections municipales se font en bloc pour le maire et les six conseillers.
| Saint-Stanislas Maires depuis 2002                                                                                   |                            |         |          |
| Élection | Maire                      | Qualité | Résultat |
| 2002 | Marc-E. LeClerc            |         | Voir     |
| 2005 | Marc-E. LeClerc            | Voir    |          |
| 2009 | Alain Guillemette          |         | Voir     |
| 2013 | Alain Guillemette          | Voir    |          |
| 2016 | Lise Déry                  |         |          |
| 2017 | Aucun candidat à la mairie |         | Voir     |
| 2017 | Sylvain Déry               |         |          |
| 2018 | Luc Pellerin               |         |          |
| 2021 | Luc Pellerin               | Voir    |          |
| Élection partielle en italique Depuis 2005, les élections sont simultanées dans toutes les municipalités québécoises |                            |         |          |

## Personnalités liées
- Émilie Bordeleau, institutrice québécoise (canadienne) du début du XXe siècle dont la vie a inspiré l'auteure Arlette Cousture dans la rédaction de son roman intitulé Les Filles de Caleb.
- Janine Trépanier-Massicotte (1925 - 2017), autrice de 19 ouvrages historiques sur Saint-Stanislas, fondatrice de  la Société d’histoire de Saint-Stanislas[20],[21],[22]

## Photographies

Infrastructures et patrimoine bâti
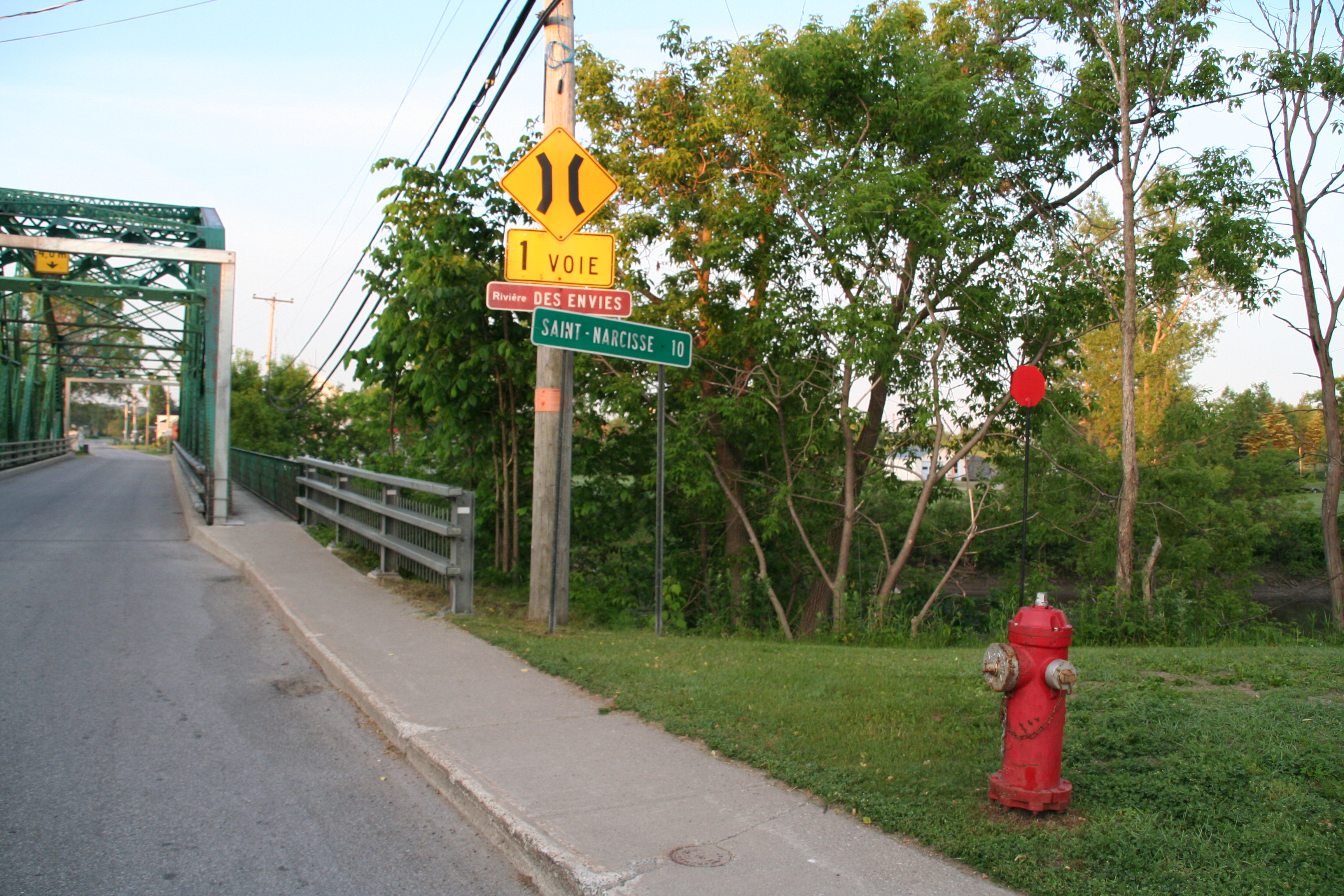
Pont sur la rivière des Envies, rue Principale (route 352)
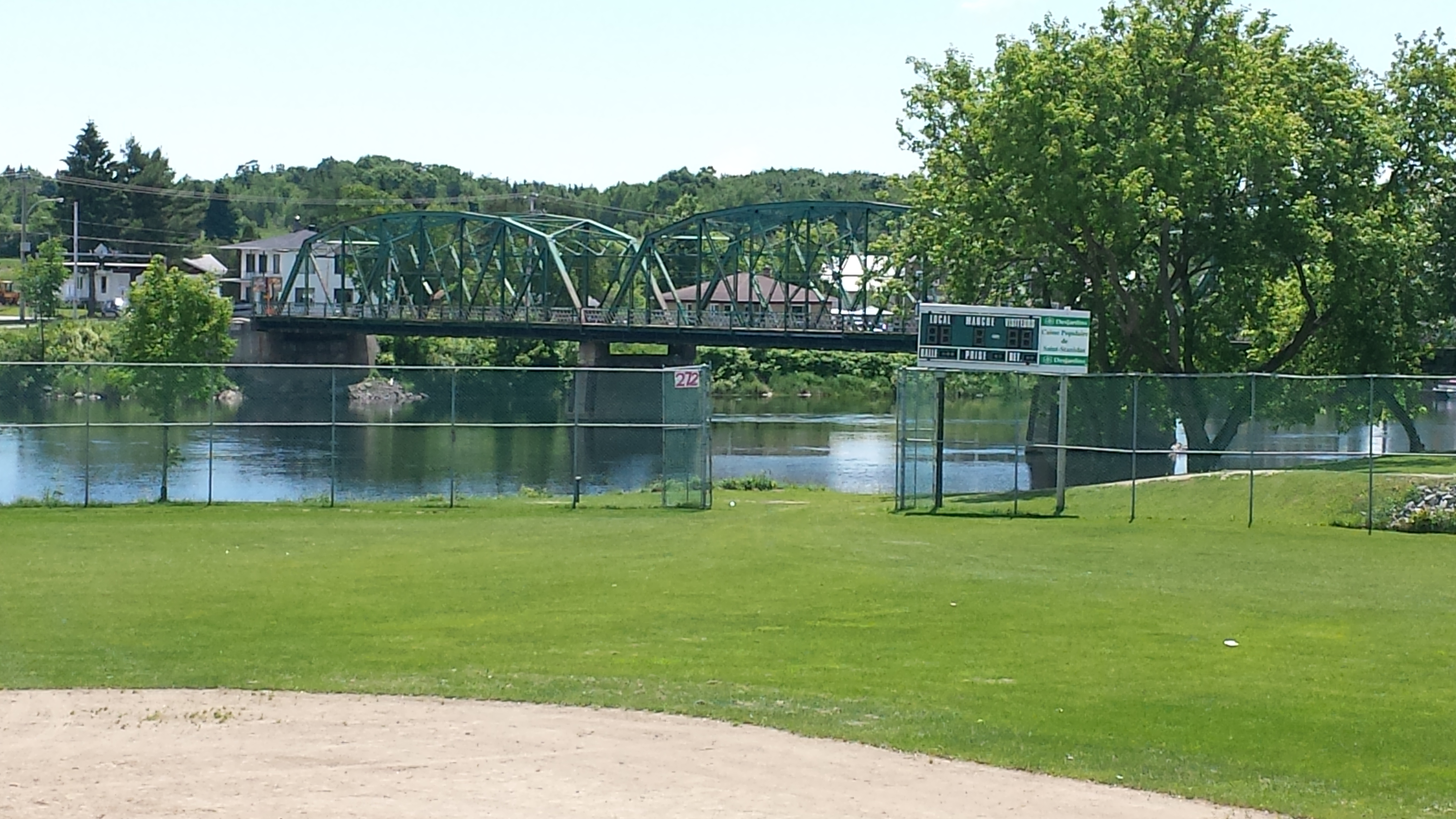
Vieux pont de fer (route 159)
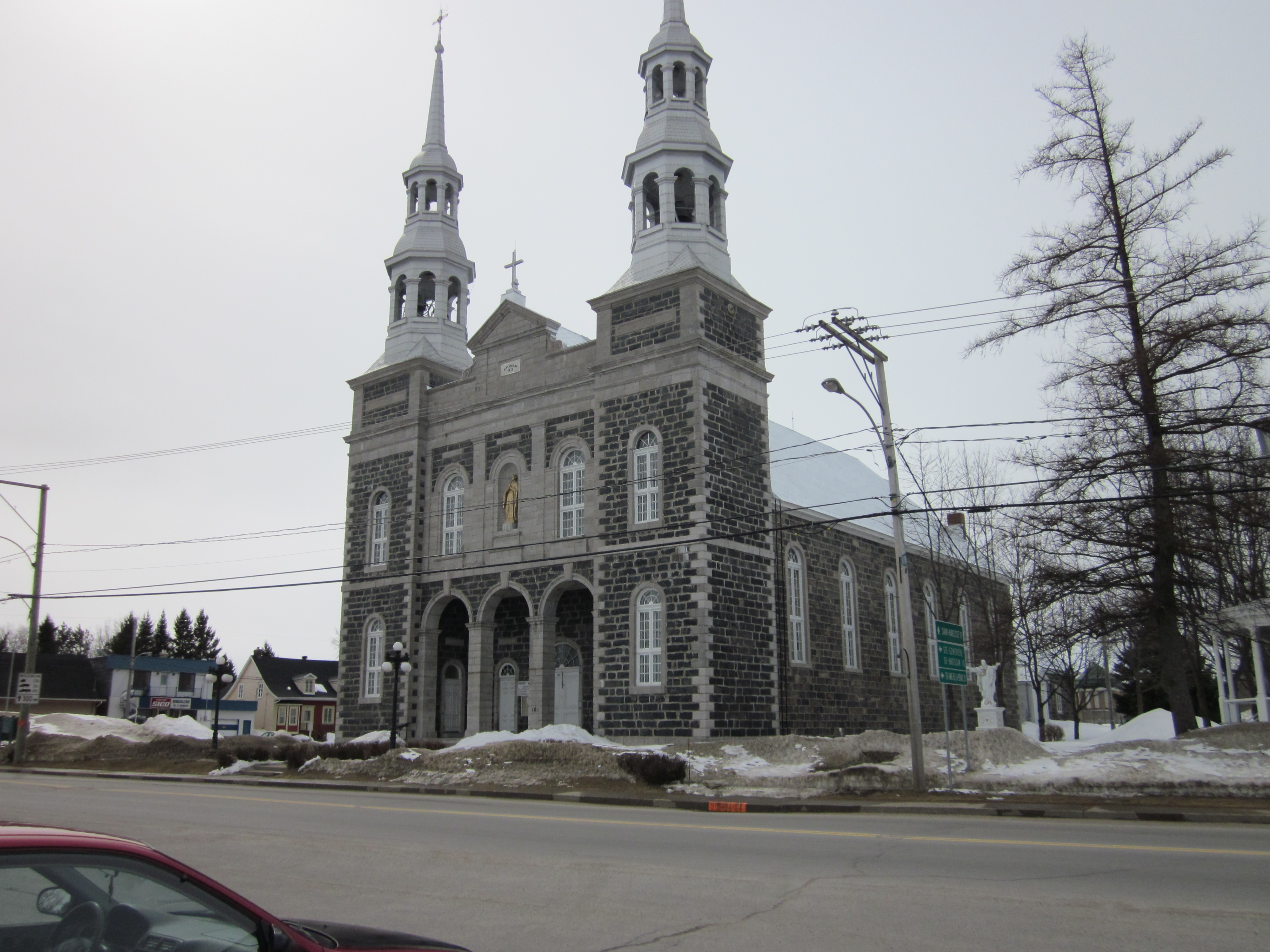
Église paroissiale
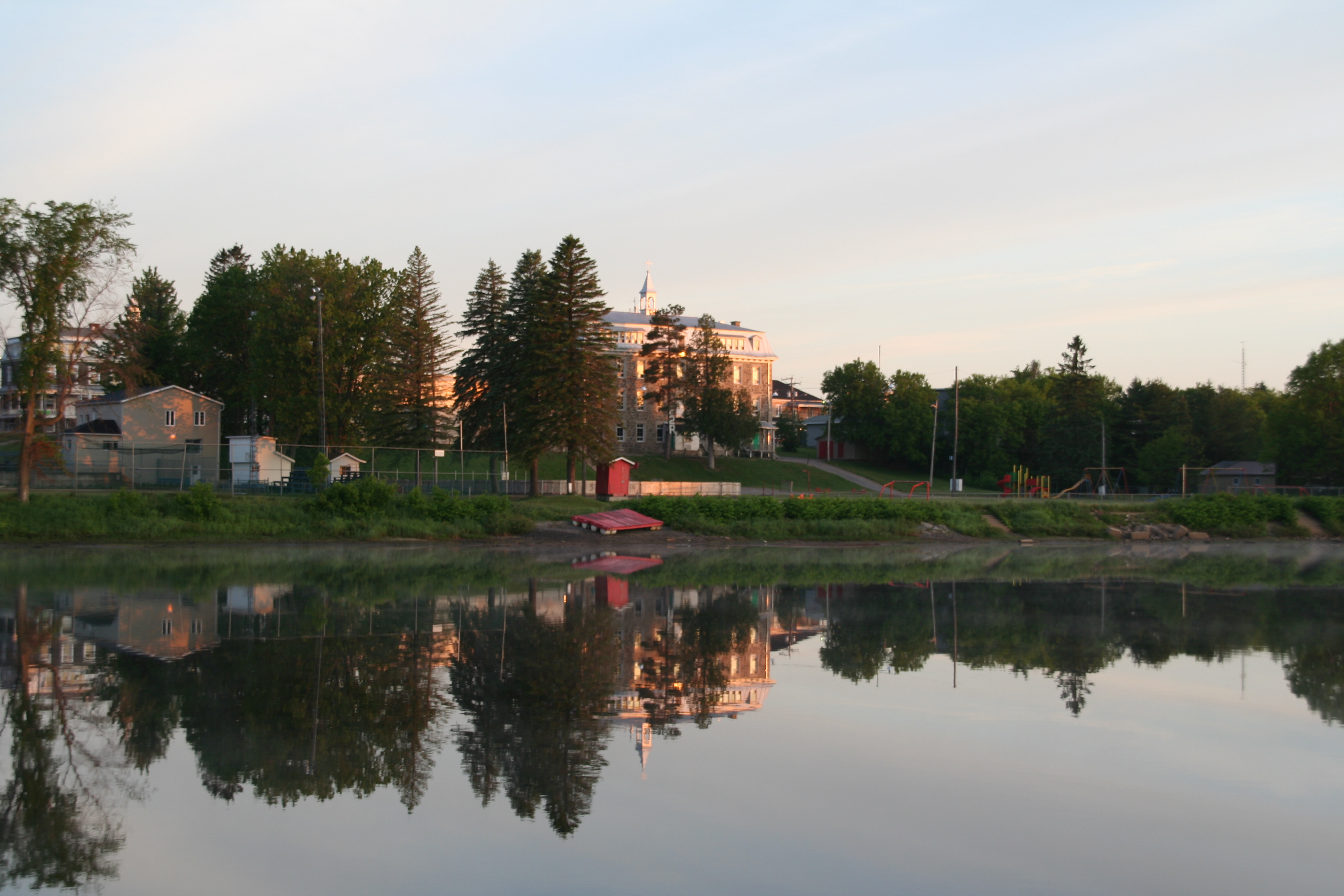
Municipalité
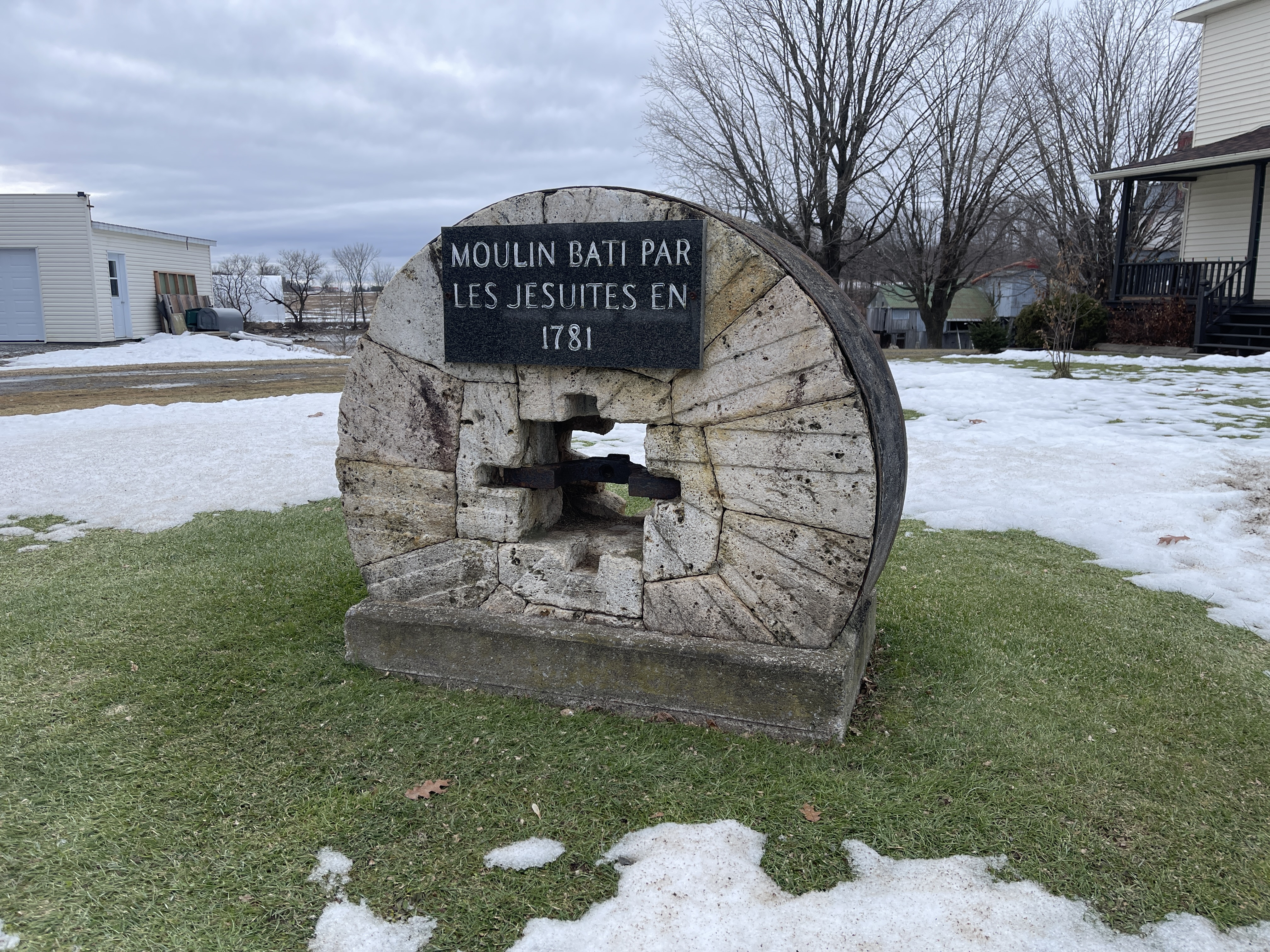
Moulin bâti par les Jésuites en 1781, monument érigé par la Société d’histoire de Saint-Stanislas, route 159

Zones agricole et rurale
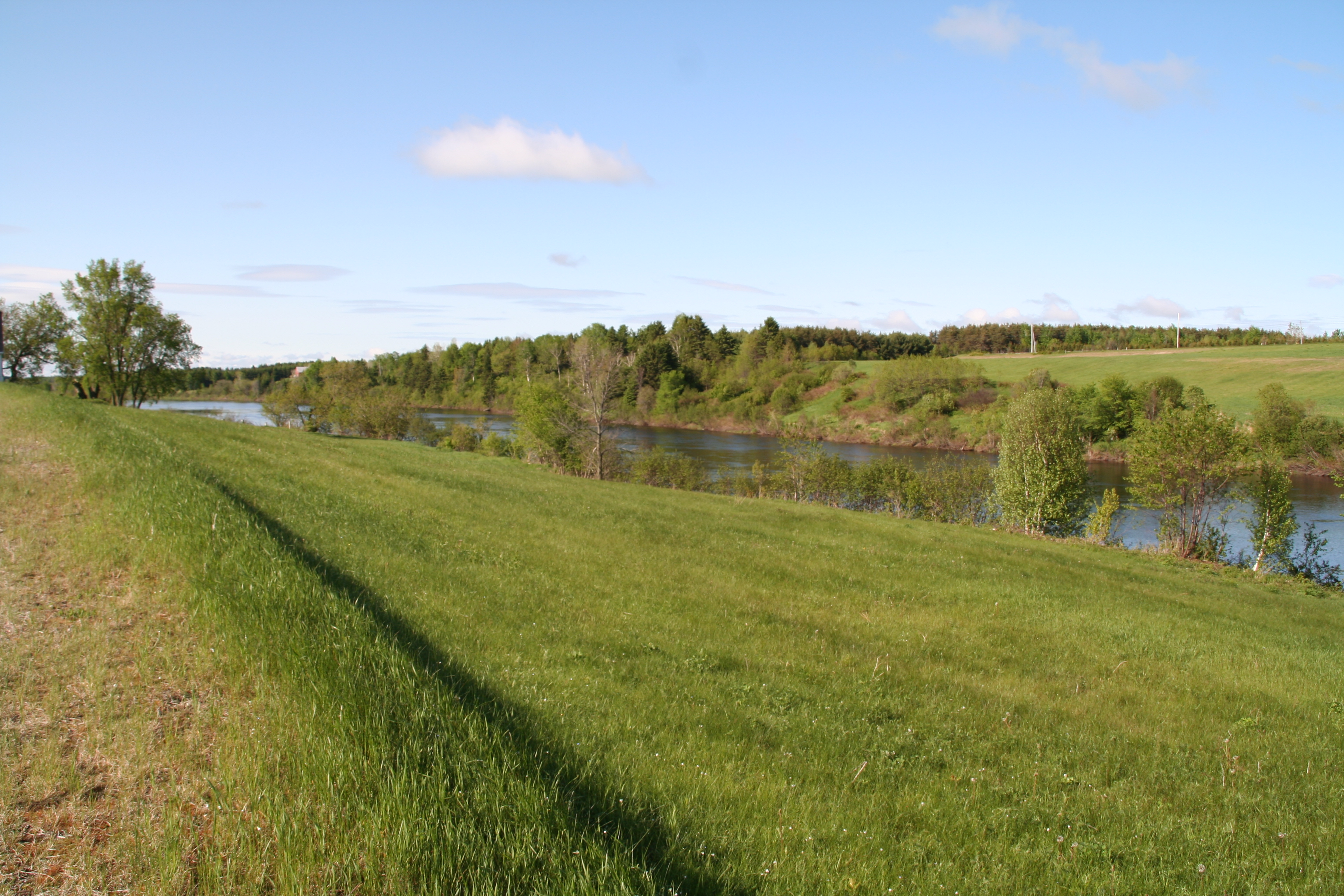
Rang de la Rivière Batiscan NE
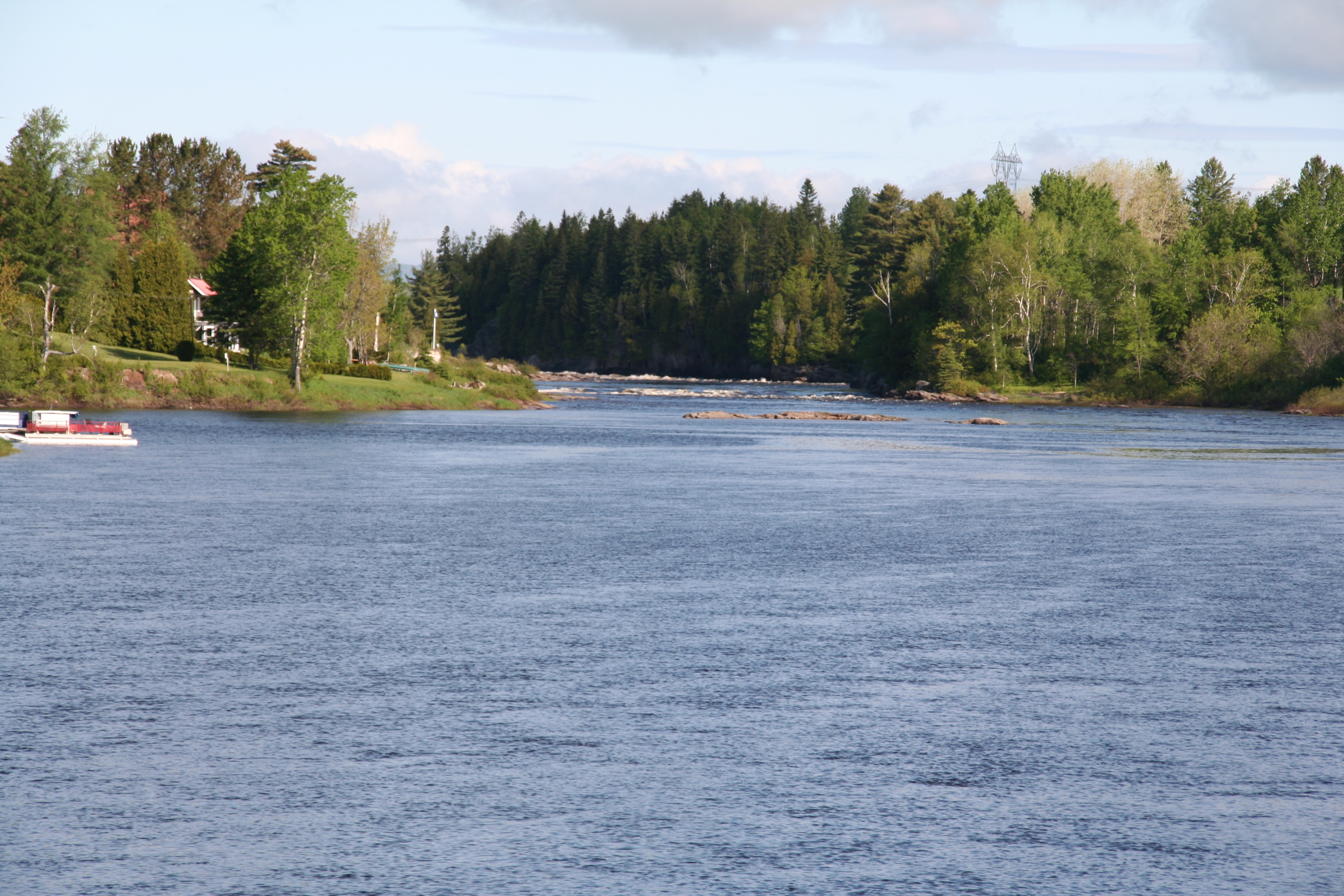
Rang de la Rivière Batiscan NE
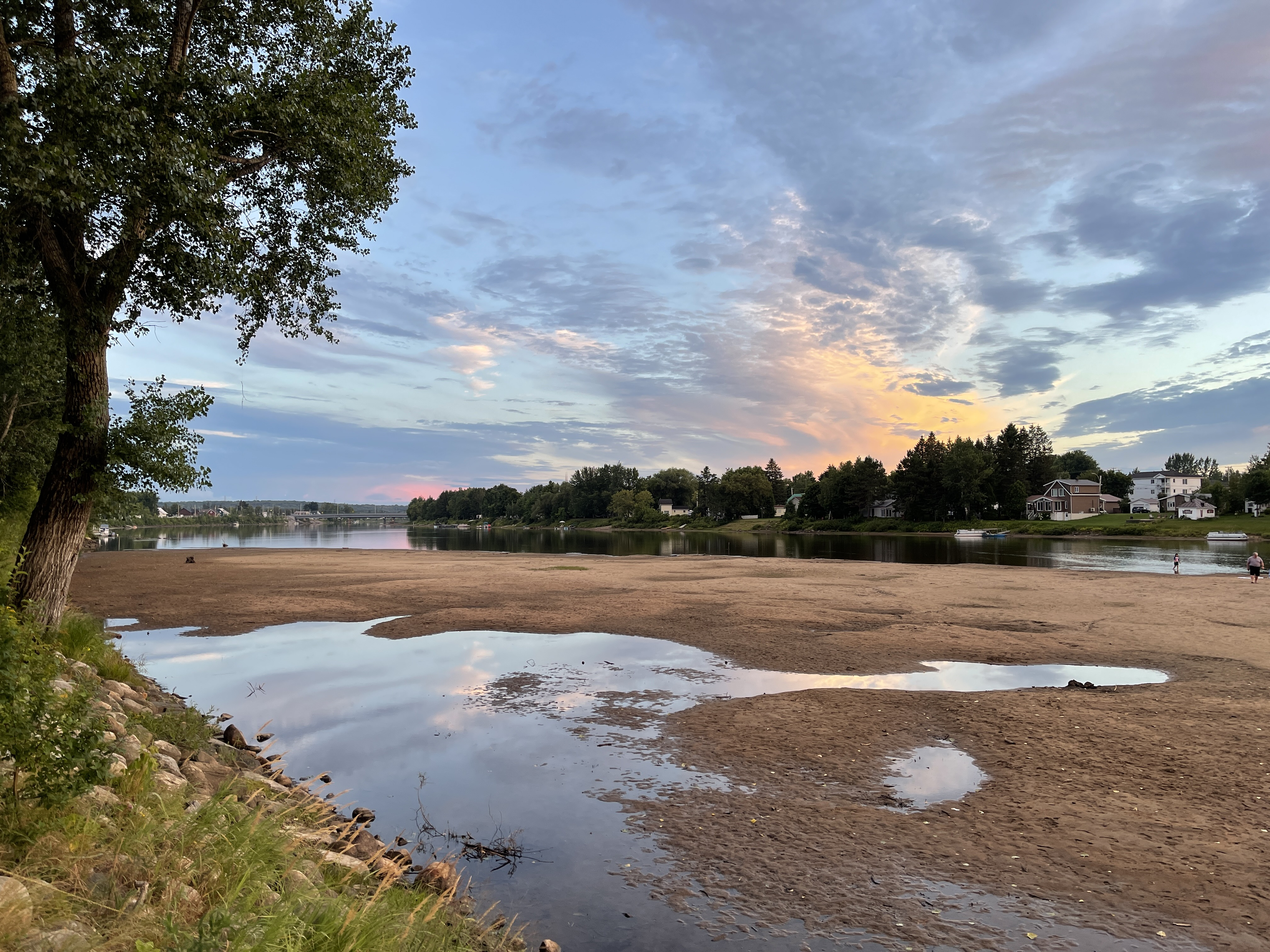
Plage, rang de la Rivière Batiscan NE.
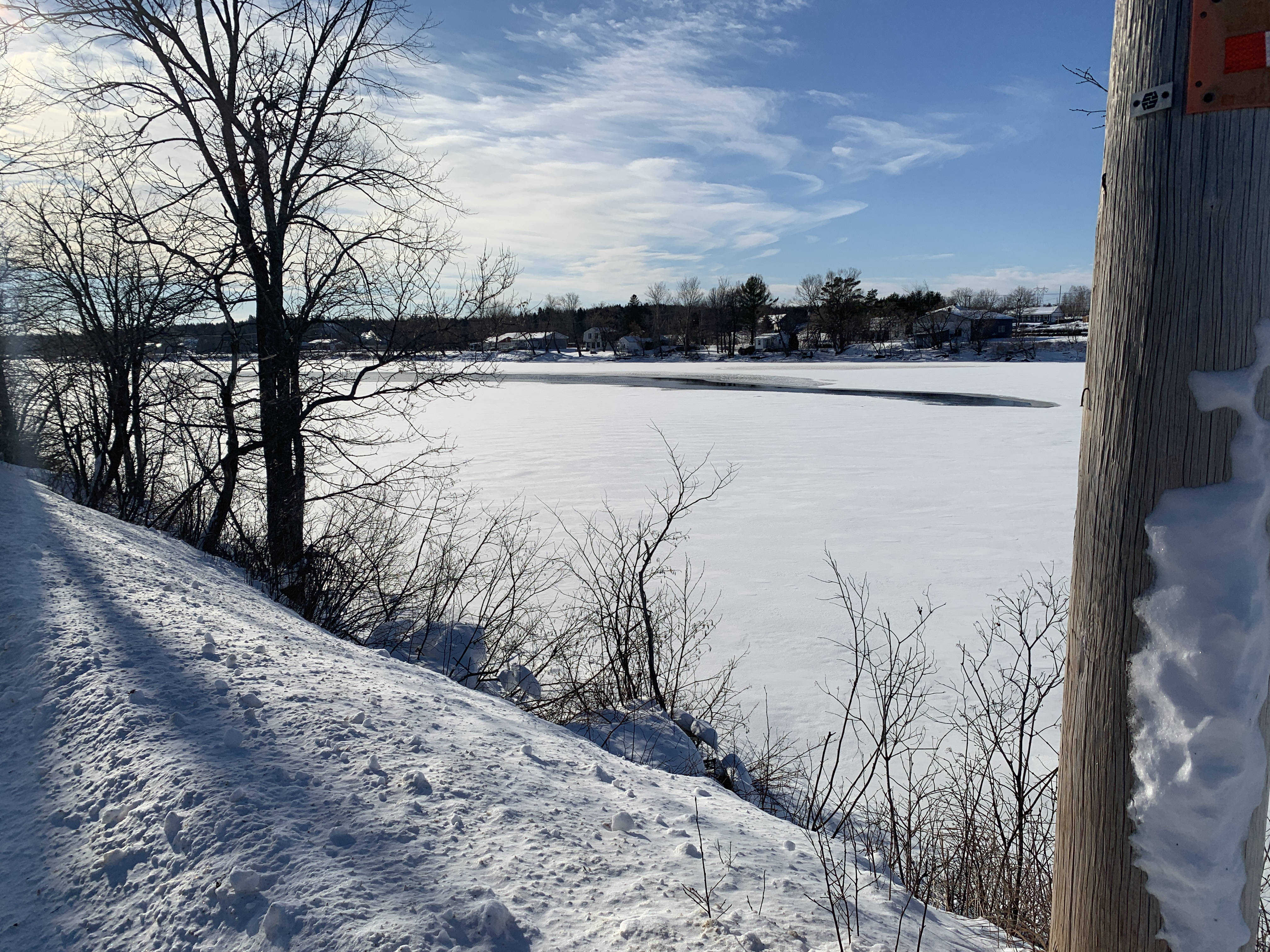
Rang de la Rivière Batiscan NE
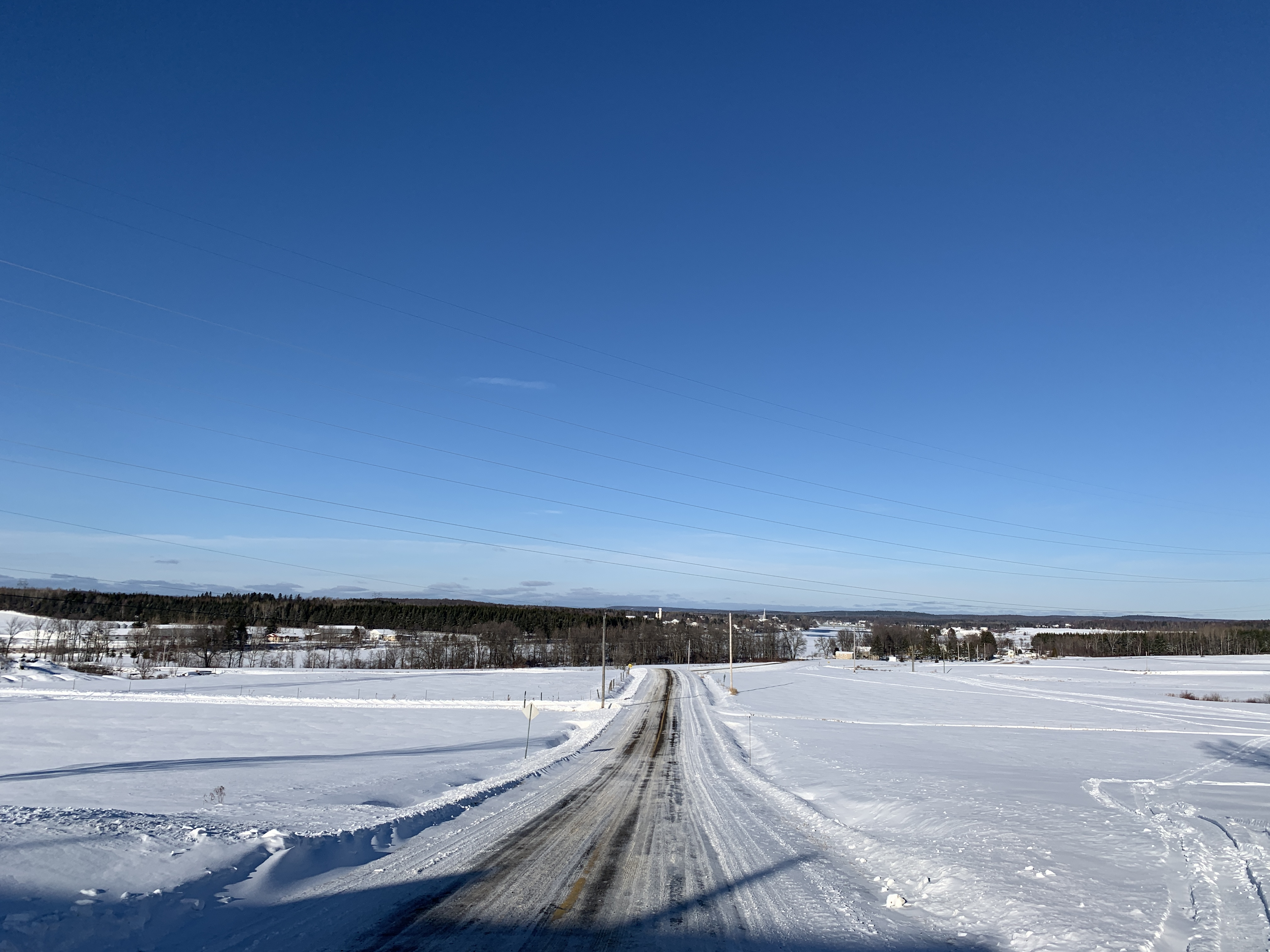
Rang de la Rivière Batiscan NE